# Заднежаберные
Заднежаберные (лат. Opisthobranchia) — инфракласс брюхоногих моллюсков  (Gastropoda). Населяют в основном тёплые моря и океаны.

## Строение
Большинство видов некрупные, но Aplysia vaccaria достигает в длину 75 см (одно из самых крупных брюхоногих). Тело большинства заднежаберных голое или снабжено слаборазвитой наружной или внутренней раковиной без ярко выраженных завитков. У некоторых в коже имеются известковые иголочки — спикулы. Гермафродиты. Жабры и предсердия находятся позади желудочка сердца. Мантия и мантийная полость либо слаборазвиты (покрытожаберные), либо не выражены вовсе (голожаберные). Над ртом по большей части выдается кожистая кайма — ротовой парус, часто с парой щупальцевидных придатков. Позади них на спинной стороне имеется вторая пара щупалец (ринофоры), называемых обонятельными, так как содержат обонятельные рецепторы; глаза по большей части лежат в коже у основания этих щупалец. Нога хорошо развита. У голожаберных для дыхания служат различные выросты кожи на спине или же вся кожа; у покрытожаберных под краем мантии справа (или у Phillidiidae с обеих сторон) лежит жабра. Оксигенированная в жабрах кровь поступает в лежащее впереди (за исключением Acera и Gastropteron) предсердие, затем желудочек и через направленную вперед главную артерию разносится по всему телу. Радула почти всегда хорошо развита, желудок нередко состоит из нескольких отделов и может заключать твёрдые зубовидные образования, кишка коротка и открывается наружу на правой стороне или реже на спине. Большая печень нередко состоит из многочисленных разветвлённых мешочков, которые у эолид вдаются в спинные придатки. Из мелких яиц, откладываемых в виде студенистых, по большей части шнуровидных или лентовидных масс, выходят личинки с парусом и раковинкой с крышечкой (см. Брюхоногие); это доказывает, что и безраковинные заднежаберные моллюски произошли от форм, снабжённых раковиною.

## Среда обитания и питание
Заднежаберные — исключительно морские животные, водящиеся преимущественно у берегов, двигаются, ползая или плавая (переворачиваясь брюхом кверху). Есть виды чисто пелагические, живущие в толще воды. Питаются преимущественно мелкими животными, некоторые водорослями. Известно не менее 900 современных и более 300 ископаемых видов.

## Иллюстрации
- Elysia crispata
- Bullina lineata
- Морской заяц Aplysia californica.
- Oxynoe olivacea
- Pleurobranchus mamillatus